# Вюрих, Гайя
Гайя Вюрих  (итал. Gaia нем. Vuerich; род. 4 июля 1991 года, Кавалезе, Италия) — итальянская лыжница, участница Олимпийских игр в Сочи. Специализируется в спринтерских гонках.
В Кубке мира Вюрих дебютировала 13 февраля 2009 года, в январе 2013 года первый раз попала в десятку лучших на этапе Кубка мира, в командном спринте. Всего на сегодняшний момент имеет 4 попадания в десятку лучших на этапах Кубка мира, 1 в командном спринте и 3 в личном. Лучшим достижением Вуэрих в общем итоговом зачёте Кубка мира является 59-е место в сезоне 2011-12.
На Олимпийских играх 2014 года в Сочи заняла 7-е место в спринте и 13-е место в командном спринте.
За свою карьеру принимала участие в двух чемпионатах мира, лучший результат 35-е место в спринте на чемпионате мира 2011 года.
Использует лыжи производства фирмы Fischer.